# قداد فأري سوري
قداد فأري سوري أو هامستر تزولوفي الفأري أو الهامستر الفأري السوري (الاسم العلمي: Calomyscus tsolovi) هو نوع من الحيوانات يتبع جنس قداد فأري من فصيلة الفأرية. صُنِّف سابقاً كتحت نوعٍ من هامستر جبال زاغروس الفأري، إلا أنّه حُوِّل فيما بعد إلى نوعٍ مستقلٍّ نظراً إلى صغر حجمه وقصر ذيله مقارنةً بتحت أنواع هامسترات جبال زاغروس الأخرى. النوع متوطّنٌ في سوريا، بمعنى أنه ليس معروفاً من أيّ منطقةٍ أخرى في العالم، وهو معروفٌ فحسب من منطقة طفس في محافظة درعا. إلا أنّ انتشار هامستر تزولوفي الجغرافيّ الفعليّ قد يكون أكبر من ذلك، فهو ليس معروفاً على وجه التحديد إلى الآن، ولذلك يُصنِّفه الاتحاد العالمي للحفاظ على الطبيعة كنوع مفتقرٍ إلى المعلومات، وقد أجريت له مسوحاتٌ في سنة 2005 بهدف البحث عنه في شمال الأردن، لكنها فشلت في العثور على أي أفرادٍ منه. يعيش هامستر تزولوفي في بيئات الصحارى الصخرية والمناطق شبه الصحراوية.